# Hussein Hajj Hassan
Pour les articles homonymes, voir Hage (homonymie) et Hassan.
Hussein Hajj Hassan (arabe : حسين الحاج حسن) est un homme politique libanais né dans la Békaa en 1960.

## Biographie
Titulaire d'un doctorat en biophysico-chimie moléculaire de l'université d'Orléans en 1987, il est membre du parti chiite libanais, le Hezbollah, qui le présente sur sa liste électorale en 1996. Il est alors élu député de la circonscription de Baalbek-Hermel dans la Bekaa et réélu lors des scrutins de 2000, 2005 et 2009.
Francophone, il apparaît souvent dans les médias internationaux pour défendre les positions de son parti.
Au Parlement, il dirige entre 2000 et 2005 la commission parlementaire de l’Agriculture et du Tourisme. Il appartient au bloc de la fidélité à la Résistance.
Il est nommé, le 9 novembre 2009, ministre de l'agriculture dans le gouvernement d'union nationale de Saad Hariri, puis une nouvelle fois au sein du gouvernement Mikati le 13 juin 2011. Dès lors, il engage de grandes réformes dans son ministère. Le 15 février 2014, il intègre le nouveau gouvernement de Tammam Salam comme ministre de l'Industrie. Le 27 février, il appelle à réviser les accords commerciaux "injustes" avec certains pays qui restreignent les importations libanaises.

## Voir également
- Gouvernement Saad Hariri
- Assemblée nationale (Liban)
- Liste des membres de l'Assemblée nationale du Liban
- Hezbollah